# Канза (приток Северной Двины)
Канза — река в России, протекает по Котласскому району Архангельской области. Устье реки находится в 643 км по левому берегу реки Северная Двина. Длина реки составляет 17 км.
В устье реки находятся деревни Шипицынского городского поселения: на левом берегу находятся деревни Канза Новая и Канза Старая (Троицкая), на правом берегу — деревни Артюковская и Кононово.

## Данные водного реестра
По данным государственного водного реестра России относится к Двинско-Печорскому бассейновому округу, водохозяйственный участок реки — Северная Двина от впадения реки Вычегда до впадения реки Вага, речной подбассейн реки — Северная Двина ниже места слияния Вычегды и Малой Северной Двины. Речной бассейн реки — Северная Двина.
Код объекта в государственном водном реестре — 03020300112103000025551.